# Elayis Tavşan
Elayis Tavşan (Rotterdam, 30 april 2001) is een Nederlands voetballer die als aanvaller speelt. Hij verruilde in januari 2024 N.E.C. voor Hellas Verona, dat hem in de zomer van 2025 verhuurde aan Reggina.

## Carrière

### Sparta Rotterdam
Elayis Tavşan speelde in de jeugd van SC Victoria '04 en Sparta Rotterdam. Hij is ook Nederlands jeugdinternational, en won met Nederland onder 17 het EK van 2018. In het seizoen 2017/18 zat hij één wedstrijd op de bank bij Jong Sparta, maar debuteerde pas het seizoen er na. Dit was op 13 oktober 2018, in de met 1-1 gelijkgespeelde uitwedstrijd tegen VV Katwijk. In zijn tweede wedstrijd voor Jong Sparta, een 1-7 overwinning bij FC Lienden, scoorde hij zijn eerste doelpunt. Hij debuteerde voor het eerste elftal van Sparta op 18 november 2018, in de met 1-1 gelijkgespeelde uitwedstrijd in de Eerste divisie tegen N.E.C. Hij kwam in de 80'ste minuut in het veld voor Fankaty Dabo.

### Telstar
In augustus 2019 werd hij voor een jaar verhuurd aan Telstar. Daar kende hij met zeven doelpunten en drie assists in 22 competitiewedstrijden een sterk seizoen.

### N.E.C.
Op 15 juni 2020 werd hij voor drie seizoenen met een optie voor een extra seizoen door N.E.C. vastgelegd. Hij maakte in de tweede speelronde tegen Jong Ajax zijn (basis)debuut. Hij speelde 84 minuten, waarna hij werd gewisseld voor Thomas Beekman. De wedstrijd erna maakte hij zijn eerste doelpunt voor de club, in de met 3-1 gewonnen uitwedstrijd met FC Volendam. Op 23 mei promoveerde Tavsan met N.E.C. naar de Eredivisie, door in de finale van de play-offs NAC Breda met 1-2 te verslaan.
Zijn eerste Eredivisiegoal maakte hij op 2 oktober, in de ontmoeting met Fortuna Sittard (1-3 winst). Tegen VV Capelle voor de beker maakte hij op 27 oktober twee goals, voor het eerst sinds 23 november 2020, toen hij twee keer scoorde tegen Jong AZ. Hij scoorde uiteindelijk zeven goals dat seizoen en raakte ook in beeld bij het Jong Oranje. Hij scoorde als invaller meteen tweemaal tegen Zwitserland onder 21 en won daardoor met 2-0. 
Die zomer stond Tavsan in de belangstelling van onder andere Olympiakos Piraeus. Bovendien zag hij zelf een transfer ook wel zitten. Hij begon het seizoen 2022/23 prima met een goal in de tweede speelronde tegen FC Volendam (4-1 overwinning). Daarna viel hij veelal tegen, waarna Rogier Meijer hem vanaf 23 oktober uit de basis haalde. Op 13 november scoorde Tavsan als invaller zijn tweede goal van het seizoen tegen RKC Waalwijk (6-1 winst). Op 12 maart 2023 speelde Tavsan zijn 100'ste wedstrijd voor N.E.C. in het 2-2 gelijkspel met FC Utrecht. Twee dagen later werd de optie voor één seizoen extra gelicht op zijn aflopende contract, waardoor hij tot de zomer van 2024 bij N.E.C. onder contract zou staan.
Hoewel Tavsan in de zomer van 2023 opnieuw in de belangstelling stond van een aantal Italiaanse en Turkse clubs, stond hij tijdens de openingswedstrijd van het seizoen 2023/24 nog steeds op de loonlijst bij N.E.C. Hij begon tegen SBV Excelsior op de bank, gepasseerd door nieuwe aanwinst Sontje Hansen. Hij viel in, maar moest na een halfuur met een blessure het veld weer verlaten. In december 2023 heroverde hij weer een basisplaats, door die maand drie keer te scoren en twee assists te geven in vijf wedstrijden. 

### Hellas Verona
In de winter van 2024 kwam er opnieuw aandacht van Hellas Verona, dat al langere periode geïnteresseerd in hem was. Tavsan meldde zich daardoor af voor een drietal wedstrijden voor N.E.C die maand, omdat hij zich niet zou kunnen focussen. Dat kwam hem op diskrediet van supporters te staan. Dat versterkte toen het nieuws naar buiten sijpelde dat Tavsan een voorcontract zou hebben getekend, waardoor hij in de zomer transfervrij zou vertrekken. Op 23 januari werd bekend dat Tavsan direct naar Hellas Verona zou verkassen, voor een vermoedelijke afkoopsom van 500.000 euro. Ook bij Hellas Verona kreeg hij rugnummer 7. Bij Hellas zou Tavsan voor de rechtsbuitenpositie gaan concurreren om de naar Napoli vertrokken ex-Eredivionist Cyril Ngonge samen met Tijjani Noslin, die diezelfde transferperiode overkwam van Fortuna Sittard. 
Tavsan maakte vijf dagen na zijn komst zijn debuut voor Hellas Verona in de Serie A-wedstrijd tegen Frosinone. Hij kwam tot vier wedstrijden voor Hellas, voordat hij in het seizoen 2024/25 werd verhuurd aan Cesena in de Serie B. Hij kwam tot vier goals en drie assists in 28 competitiewedstrijden. Een seizoen later werd hij aan een ander Serie B-team verhuurd, namelijk Reggina. 

## Statistieken
| Seizoen                     | Club             | Competitie     | Competitie | Competitie | Beker | Beker | Overig | Overig | Totaal | Totaal |
| Seizoen                     | Club             | Competitie     | Wed.       | Dlp.       | Wed.  | Dlp.  | Wed.   | Dlp.   | Wed.   | Dlp.   |
| --------------------------- | ---------------- | -------------- | ---------- | ---------- | ----- | ----- | ------ | ------ | ------ | ------ |
| 2018/19                     | Jong Sparta      | Tweede divisie | 15         | 6          | –     | –     | –      | –      | 15     | 6      |
| 2018/19                     | Sparta Rotterdam | Eerste divisie | 1          | 0          | 0     | 0     | –      | –      | 1      | 0      |
| 2019/20                     | Telstar          | Eerste divisie | 22         | 7          | 1     | 0     | –      | –      | 23     | 7      |
| 2020/21                     | N.E.C.           | Eerste divisie | 37         | 11         | 2     | 0     | –      | –      | 39     | 11     |
| 2021/22                     | N.E.C.           | Eredivisie     | 30         | 5          | 4     | 2     | –      | –      | 34     | 7      |
| 2022/23                     | N.E.C.           | Eredivisie     | 32         | 3          | 3     | 1     | –      | –      | 35     | 4      |
| 2023/24                     | N.E.C.           | Eredivisie     | 8          | 2          | 2     | 1     | –      | –      | 10     | 3      |
| 2023/24                     | Hellas Verona    | Serie A        | 3          | 0          | 0     | 0     | –      | –      | 3      | 0      |
| 2024/25                     | Hellas Verona    | Serie A        | 0          | 0          | 1     | 0     | –      | –      | 1      | 0      |
| 2024/25                     | → Cesena         | Serie B        | 28         | 4          | 2     | 0     | 1      | 0      | 31     | 4      |
| 2025/26                     | → Reggina        | Serie B        | 0          | 0          | 0     | 0     | 0      | 0      | 0      | 0      |
| Totaal                      | Totaal           | Totaal         | 176        | 38         | 15    | 4     | 1      | 0      | 192    | 42     |
| Bijgewerkt op 17 juli 2025. |                  |                |            |            |       |       |        |        |        |        |

## Erelijst
Europees kampioenschap voetbal mannen onder 17
2018